# Лоренцо Венуті
Лоренцо Венуті (італ. Lorenzo Venuti; нар. 12 квітня 1995, Монтеваркі) — італійський футболіст, захисник клубу «Лечче».

## Клубна кар'єра
Народився 12 квітня 1995 року в місті Монтеваркі. Розпочав займатись футболом в клубі Incisa Val d'Arno, а у віці 9 років перейшов в академію «Фіорентини», в якій пройшов усі вікові команди аж до молодіжної.
У сезоні 2014-15 Венуті грав в оренді в «Пескарі» в Серії B, проте виступав виключно за молодіжну команду в молодіжному Кубку Італії та Турнірі Віареджо, на якому зіграв 5 матчів.
На наступний сезон Венуті був відданий в оренду в «Брешію» з Лега Про, проте через зняття «Парми» його новий клуб замінив її у Серії В, де Лоренцо і дебютував у професійному футболі. Всього молодий футболіст відіграв за клуб з Брешії наступний сезон своєї ігрової кар'єри, взявши участь у 2 іграх в італійському Кубку і 27 матчах Серії В.
До складу клубу «Беневенто» приєднався влітку 2016 року також на правах оренди і за сезон встиг відіграти за команду з Беневенто 37 матчів в Серії В, а також у трьох іграх плей-оф, який «відьми» виграли і вперше в своїй історії пробились до Серії А. На сезон 2017/18 залишився у команді і провів його виступами в еліті італійського футболу.
2018 року був відданий в оренду до «Лечче», з якою удруге в кар'єрі здобув підвищення у класі до Серії A. Але сезон 2018/19 в еліті розпочав виступами за рідну команду, нарешті дебютувавши за основну команду «Фіорентини». Загалом протягом чотирьох сезонів провів у її складі 100 матчів в усіх турнірах.
14 липня 2023 року уклав дворічний контракт з «Лечче».

## Виступи за збірні
2012 року дебютував у складі юнацької збірної Італії, взяв участь у 15 іграх на юнацькому рівні.
Протягом 2015—2016 років залучався до складу молодіжної збірної Італії. На молодіжному рівні зіграв у 5 офіційних матчах.

## Статистика виступів

### Статистика клубних виступів
Станом на 24 серпня 2019 року
| Сезон                  | Команда                | Чемпіонат              | Чемпіонат | Чемпіонат | Національний кубок | Національний кубок | Національний кубок | Континентальні кубки | Континентальні кубки | Континентальні кубки | Інші змагання | Інші змагання | Інші змагання | Усього | Усього |
| Сезон                  | Команда                | Ліга                   | Ігор      | Голів     | Ліга               | Ігор               | Голів              | Ліга                 | Ігор                 | Голів                | Ліга          | Ігор          | Голів         | Ігор   | Голів  |
| ---------------------- | ---------------------- | ---------------------- | --------- | --------- | ------------------ | ------------------ | ------------------ | -------------------- | -------------------- | -------------------- | ------------- | ------------- | ------------- | ------ | ------ |
| 2014–15                | «Пескара»              | B                      | 0         | 0         | КІ                 | -                  | -                  | -                    | -                    | -                    | -             | -             | -             | 0      | 0      |
| 2015–16                | «Брешія»               | B                      | 27        | 0         | КІ                 | 2                  | 0                  | -                    | -                    | -                    | -             | -             | -             | 29     | 0      |
| 2016–17                | «Беневенто»            | B                      | 37+3      | 0         | КІ                 | 1                  | 0                  | -                    | -                    | -                    | -             | -             | -             | 41     | 0      |
| 2017–18                | «Беневенто»            | A                      | 31        | 0         | КІ                 | 1                  | 0                  | -                    | -                    | -                    | -             | -             | -             | 32     | 0      |
| Усього за «Беневенто»  | Усього за «Беневенто»  | Усього за «Беневенто»  | 95+3      | 0         |                    | 4                  | 0                  |                      | -                    | -                    |               | -             | -             | 102    | 0      |
| 2018–19                | «Лечче»                | B                      | 32        | 3         | КІ                 | 0                  | 0                  | -                    | -                    | -                    | -             | -             | -             | 32     | 3      |
| 2019–20                | «Фіорентина»           | A                      | 16        | 0         | КІ                 | 2                  | 0                  | -                    | -                    | -                    | -             | -             | -             | 18     | 0      |
| 2020–21                | «Фіорентина»           | A                      | 28        | 0         | КІ                 | 2                  | 1                  | -                    | -                    | -                    | -             | -             | -             | 30     | 1      |
| 2021–22                | «Фіорентина»           | A                      | 23        | 0         | КІ                 | 5                  | 2                  | -                    | -                    | -                    | -             | -             | -             | 28     | 2      |
| 2022–23                | «Фіорентина»           | A                      | 18        | 0         | КІ                 | 0                  | 0                  | ЛК                   | 6                    | 0                    | -             | -             | -             | 24     | 0      |
| Усього за «Фіорентину» | Усього за «Фіорентину» | Усього за «Фіорентину» | 85        | 0         |                    | 9                  | 3                  |                      | 6                    | 0                    |               | -             | -             | 100    | 3      |
| Усього за кар'єру      | Усього за кар'єру      | Усього за кар'єру      | 215       | 3         |                    | 13                 | 3                  |                      | 6                    | 0                    |               | -             | -             | 234    | 6      |